# Hakan Çalhanoğlu
Hakan Çalhanoğlu, född 8 februari 1994, är en turkisk fotbollsspelare som spelar för Inter och det turkiska landslaget.

## Klubbkarriär
Den 3 juli 2017 värvades Çalhanoğlu av Milan, där han skrev på ett fyraårskontrakt.
Den 22 juni 2021 värvades Çalhanoğlu av Inter, där han skrev på ett treårskontrakt. I juni 2023 förlängde Çalhanoğlu sitt kontrakt i klubben fram till 2027.

## Landslagskarriär
Çalhanoğlu debuterade för Turkiets landslag den 6 september 2013 i en 5–0-vinst över Andorra.
I oktober 2019 firade Çalhanoğlu och hans lagspelare i det turkiska landslaget ett mål mot Albanien med militärsalut.